# Roldana heteroideus
Roldana heteroideus là một loài thực vật có hoa trong họ Cúc. Loài này được H.Rob. & Brettell miêu tả khoa học đầu tiên.